# Gaultheria gracilis
Gaultheria gracilis là một loài thực vật có hoa trong họ Thạch nam. Loài này được Small mô tả khoa học đầu tiên năm 1914.